# Lagria
Lagria är ett släkte av skalbaggar som beskrevs av Fabricius 1775. Lagria ingår i familjen svartbaggar.
Släktet innehåller bara arten Lagria hirta.

## Bildgalleri

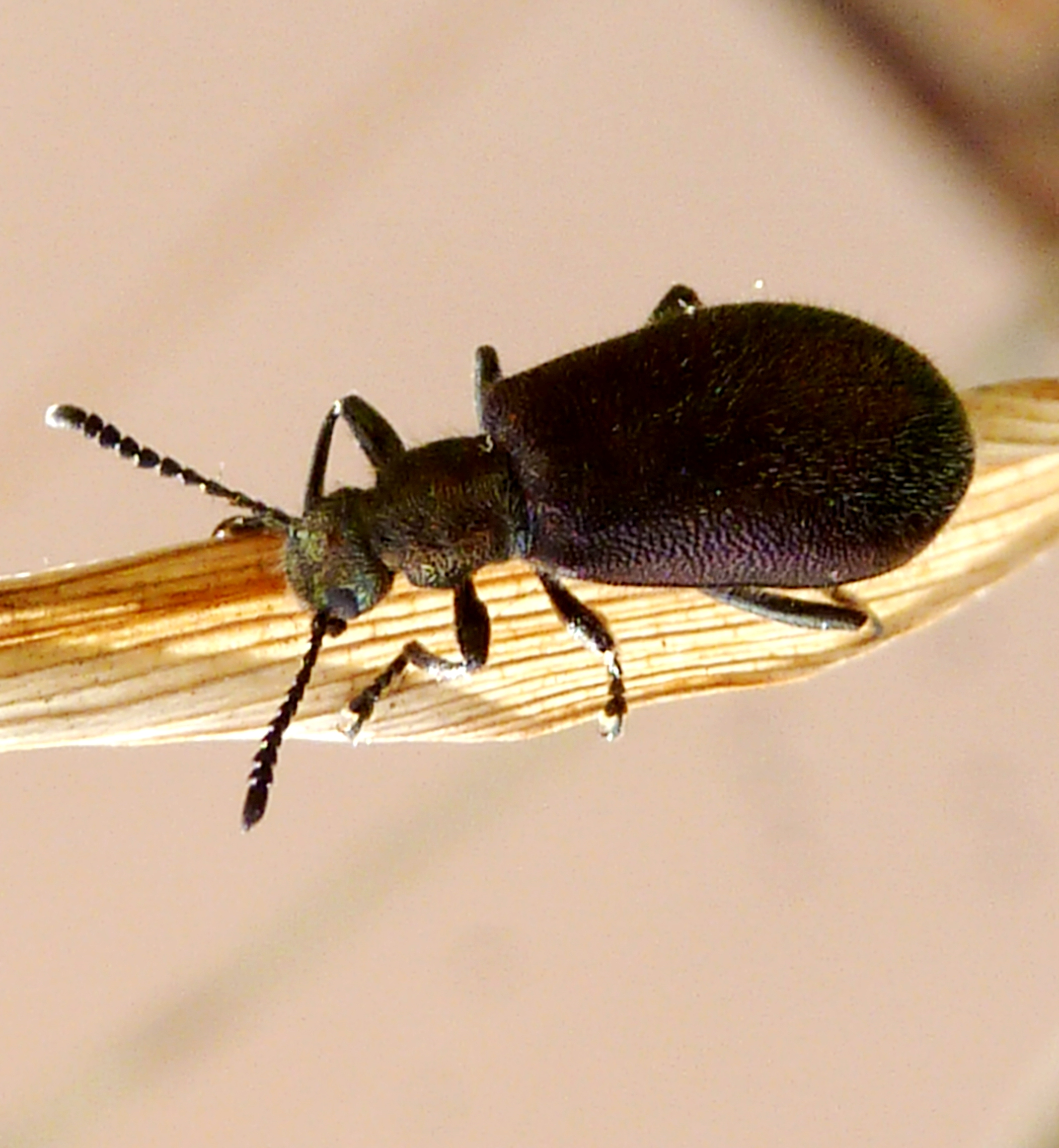
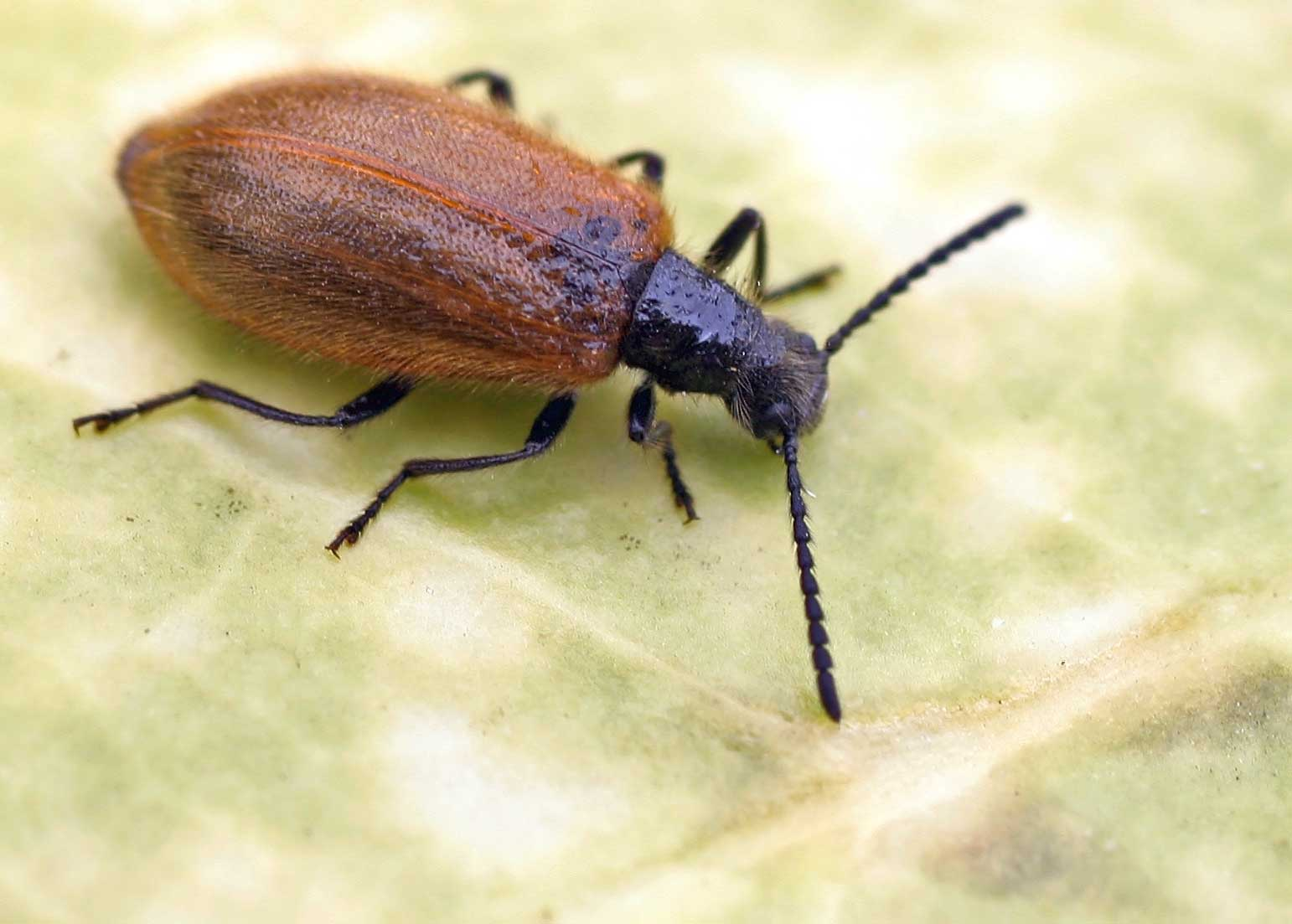
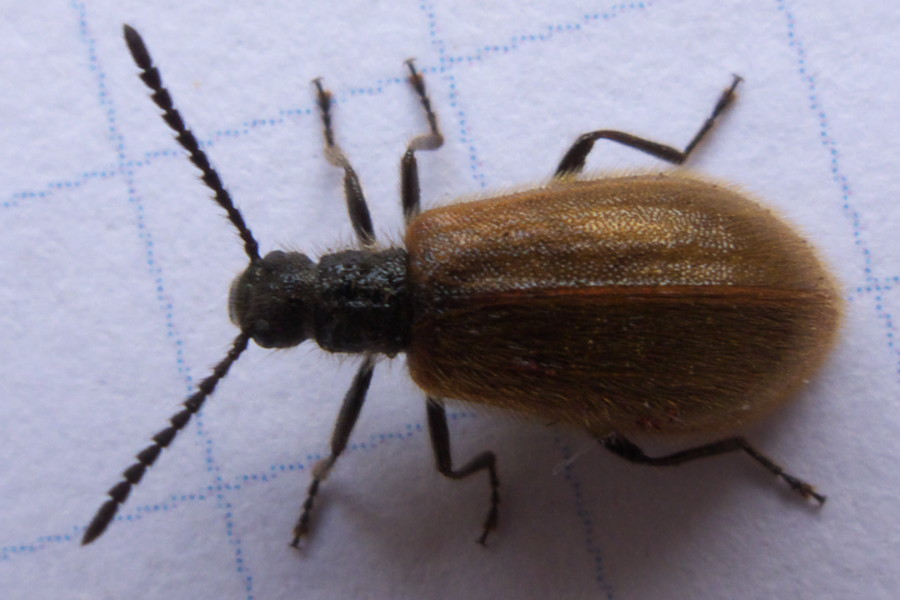
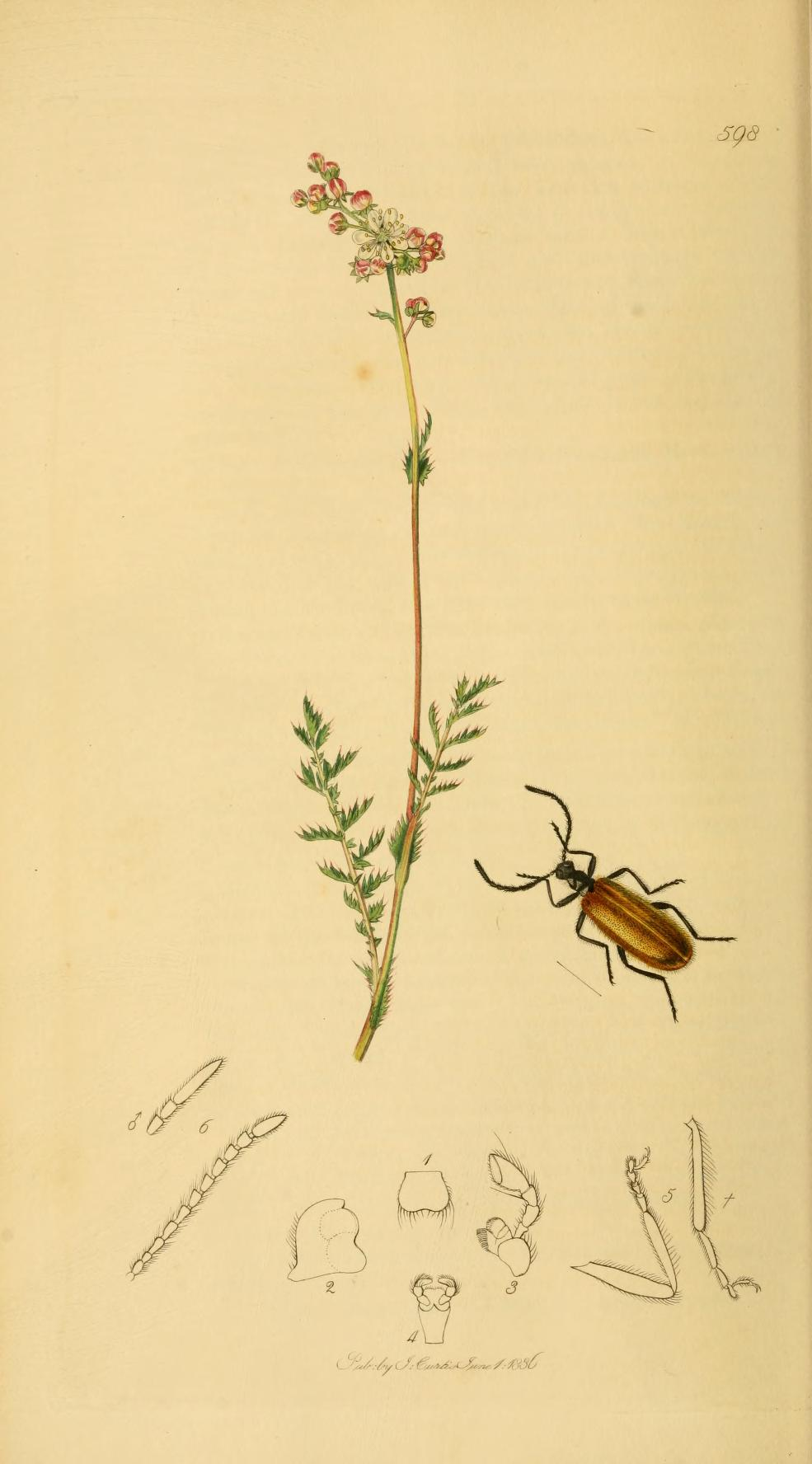
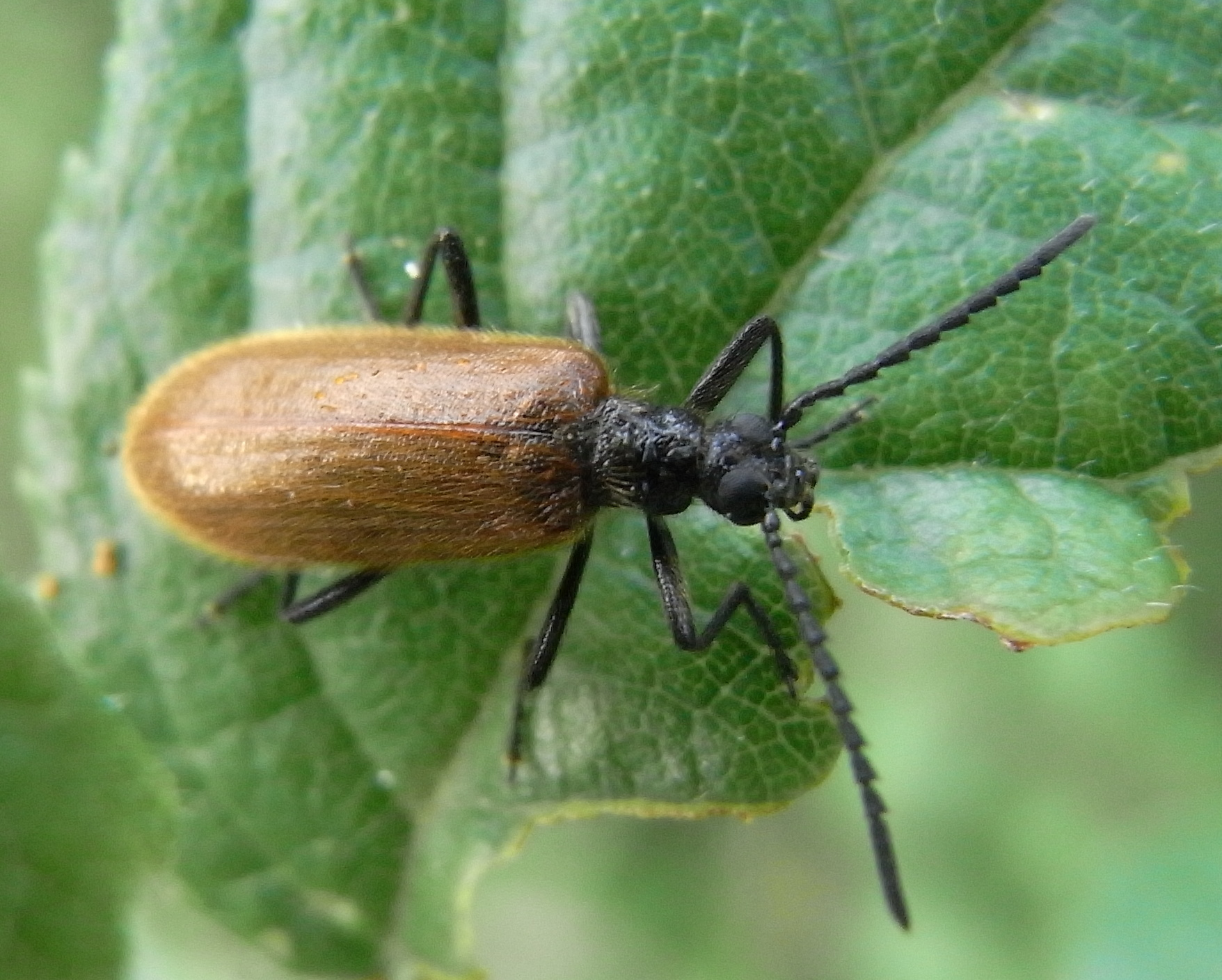